# Promemoria
En promemoria (en eller ett PM eller pm, med både n- och t-genus), latin "för minnet", eller memorandum (memo) är ett kortfattat dokument som utgör minnesanteckningar; numera i synnerhet en sammanfattad redogörelse för ett avgränsat ämne. Promemoria är ett samlingsnamn för förslag, instruktioner, referat, rapporter, utredningar, skrivelser, yttranden, med mera. En pm kan vara löst utformade direktiv utfärdade av en ledare i en organisation.

## Inom skolväsendet
Inom skolväsendet betyder promemoria en kort uppsats eller rapport, vanligen som delredovisning i en kurs. PM har liknande struktur som – men mindre omfattning än – C‑uppsatser, masteruppsatser, avhandlingar och examensrapporter. Det kan till exempel vara ett referat, en redovisning av en fördjupningsuppgift (ung. synonymt med projektrapport), eller en plan för ett kommande uppsatsarbete (då med liknande betydelse som förstudie, projektplan eller projektförslag). Ett alternativt namn på kort uppsats är papper eller paper, som även kan avse forskningspapper, det vill säga artikel i forskningspublikation.
PM kan även utgöra instruktioner till studenten, exempelvis laborations-PM (synonymt med laborationskompendium eller laborationsinstruktioner) eller kurs-PM (ung. synonymt med läsanvisningar, studieanvisningar, kursinformation eller kursplanering).